# Psychotria sambucina
Psychotria sambucina là một loài thực vật có hoa trong họ Thiến thảo. Loài này được Link ex Schult. miêu tả khoa học đầu tiên năm 1819.